# Kasteel Rohr
Het Kasteel Rohr bevindt zich in de gemeente Ragnitz in het district Leibnitz van het Oostenrijkse bondsland Stiermarken.
In de 12e eeuw was het kasteel een waterburcht. In 1630 werd de abdij ("Stift") Rein eigenaar en diende het als ontspanningsoord voor de abt. In de 17e en 18e eeuw werd het uitgebouwd tot kasteel, in essentie overeenstemmend met de huidige toestand. In 1953 moest de abdij het kasteel verkopen en kwam het in privé-bezit. Het kasteel bevindt zich in slechte staat: meerdere delen staan op instorten.